# Burkard Polster
Burkard Polster (né le 26 février 1965 à Wurtzbourg) est un mathématicien allemand, qui dirige la chaîne de vulgarisation mathématique Mathologer sur YouTube.
Polster a obtenu un doctorat de l'université Friedrich-Alexander en 1993 sous la direction de Karl Strambach.
Il est, depuis 2000, professeur associé en mathématiques à l'université Monash de Melbourne.
Ses recherches portent sur des sujets de géométrie, de mathématiques récréatives,et d'applications des mathématiques à la vie quotidienne, allant du laçage de chaussures à la stabilisation d'une table bancale.

## Livres
Polster est l'auteur de nombreux livres, parmi lesquels :
- (en) A Geometrical Picture Book, New York, Springer, 1998, 291 p. (ISBN 0-387-98437-2, lire en ligne )
- (en) Geometries on Surfaces  (with Günter Steinke), Cambridge/New York/Oakleigh etc., Cambridge University Press, 2001, 490 p. (ISBN 0-521-66058-0, lire en ligne )
- (en) The Mathematics of Juggling, New York/Berlin/Heidelberg etc., Springer, 2003, 226 p. (ISBN 0-387-95513-5, présentation en ligne)
- Q.E.D. : Beauty in Mathematical Proof, Wooden Books, 2004, 64 p. (ISBN 1-904263-50-X)
- Les Ambigrammes : l'art de symétriser les mots  (trad. de l'anglais), Villeneuve-d'Ascq, Editions Ecritextes, 2004, 69 p. (ISBN 2-915633-00-2)
- (en) The shoelace book : a mathematical guide to the best (and worst) ways to lace your shoes, Providence (R.I.), American Mathematical Society, 2006, 125 p. (ISBN 0-8218-3933-0, lire en ligne)
- Eye Twisters : Ambigrams & Other Visual Puzzles to Amaze and Entertain, Constable, 2007, 236 p. (ISBN 978-1-4027-5798-3, lire en ligne)
- Math Goes to the Movies  (with Marty Ross), Johns Hopkins University Press, 2012 (ISBN 978-1-4214-0483-7)
- A Dingo Ate My Math Book : Mathematics from Down Under  (with Marty Ross), American Mathematical Society, 2017, 253 p. (ISBN 978-1-4704-3521-9, présentation en ligne)